# Time Tears Down
Time Tears Down ist das erste Studioalbum der deutschen Melodic-Death-Metal-Band Parasite Inc. Es erschien am 2. August 2013 via Good Damn Records (inzwischen umbenannt zu Rebel Tune Records).

## Entstehungs- und Veröffentlichungsgeschichte
Das Album wurde im bandeigenen Studio unter Leitung von Gitarrist und Sänger Kai Bigler aufgenommen. Das Songmaterial fasst die ersten 5 Jahre der Bandgeschichte zusammen. Abgesehen vom Intro und einem Interlude wurden alle 8 Songs des 3 Jahre zuvor veröffentlichten selbstbetitelten Demo-Album erneut eingespielt und teilweise überarbeitet. Dazu kamen ein neues Intro, sowie 4 neue Songs und ein Bonustrack für den physischen Vertrieb. Das Mixing wurde von Kai Bigler und Benjamin Stelzer übernommen. Für das Mastering wurde Jens Bogren (Fascination Street Studios) verpflichtet. Im Zuge der Veröffentlichung wurde ein Video-Clip zum Song „The Pulse Of The Dead“ gedreht und unter anderem auf YouTube veröffentlicht. Das Album war am 19. Juli 2013 bereits auf der offiziellen Release-Show zu erwerben. In den Handel kam das Album am 2. August 2013. Trotz der Problematik mit Raubkopien entschied sich die Band dazu, das gesamte Album gratis zum Streaming auf Youtube anzubieten.

## Rezeption
Time Tears Down wurde von der Musikpresse mit sehr guten Kritiken ausgezeichnet. Besonders die Tatsache, dass es sich um ein Debütalbum handelt, wurde häufig positiv hervorgehoben und gleichzeitig das Songwriting gelobt. Fast ein halbes Jahr nach Release erreichte Time Tears Down im Januar in den offiziellen deutschen Metal-Rock-Charts Platz 26, wo es sich mehrere Wochen in den Top 30 hielt.

## Stil
Der Stil des Albums wird von Band und Musikpresse dem Melodic Death Metal zugeordnet. Die Spielweise ist geprägt von der schnellen und harten Rhythmik des Death Metals, durchsetzt und unterbrochen vom melodischen Gitarrenspiel des klassischen Heavy Metals. Sänger Kai Bigler verwendet ausschließlich Growls und Screams.

## Titelliste
1. Fire the Machines – 1:06
2. Back for War – 2:27
3. Time Tears Down – 4:17
4. Chaos Inside – 3:44
5. Function or Perish – 4:39
6. Armageddon in 16 to 9 – 4:15
7. The Pulse of the Dead – 4:12
8. The Scapegoat – 3:43
9. In the Dark – 3:52
10. Unmeant Outcasts – 3:45
11. Hatefilled – 2:15
12. End of Illusions – 6:06

Bonustrack
- Deadlife – 3:28 (nur auf physischem Release enthalten)